# Cyrteumenes floricola
Cyrteumenes floricola är en stekelart som först beskrevs av Henri Saussure 1891.  Cyrteumenes floricola ingår i släktet Cyrteumenes och familjen Eumenidae. Inga underarter finns listade i Catalogue of Life.